# 長尾良吉
長尾 良吉（ながお りょうきち、1870年11月19日（明治3年10月26日）- 1937年（昭和12年）1月22日）は、日本の経営者。鐘淵紡績社長を務めた。

## 来歴・人物
兵庫県出身。1885年に府立大阪中学校（現大阪府立北野高等学校）初等中等科を卒業。1891年に高等商業学校（現一橋大学）本科を卒業。県立神戸商業学校教諭を経て、1895年に同校長事務取扱となる。
内外綿神戸出張所長、孟買出張所主任/副支配人を経て、1900年に鐘淵紡績に入社。1916年取締役。1922年には平生釟三郎の甲南高等学校（現甲南大学）設立を支援。1925年常務取締役。1928年副社長。1930年に社長に就任。
1933年川崎造船所取締役、本山村会議員。日本綿業倶楽部理事在任中の1937年、胃癌のため兵庫県武庫郡本山村（現神戸市）岡本の自宅で死去。なお、自宅はヘボソ塚古墳の跡地にあった。

## 親族
養子の譲次郎は小原駩吉男爵の次男。長女・美代は譲次郎の妻。弟の長尾彦作は、メキシコのマサトランで1914年に食料雑貨店・長尾商会を設立し、1931年に帰郷した。